# Nadmanganian wapnia
Nadmanganian wapnia, Ca(MnO
4)
2 – nieorganiczny związek chemiczny z grupy nadmanganianów, sól wapniowa kwasu nadmanganowego.
Tworzy fioletowe, ciemnopurpurowe lub purpurowe kryształy o właściwościach  higroskopijnych. Dobrze rozpuszcza się w wodzie, natomiast z etanolem reaguje.
Jest silnym utleniaczem, ponadto ma właściwości antyseptyczne, dezynfekujące i odwaniające.
Jest stosowany w przemyśle tekstylnym, a także w medycynie – do leczenia zapalenia żołądka i biegunki.